# Luvsanlchündegijn Otgonbajar
Det här är ett mongoliskt namn; namnet "Luvsanlchündevijn" är en patronymikon, inte ett efternamn, och personen bör hänvisas till hans eller hennes förnamn, "Otgonbajar".
Luvsanlchündegijn Otgonbajar (mongoliska: Лувсанлхүндэгийн Отгонбаяр) född 13 juli 1982, är en mongolisk friidrottare. Hon har representerat sitt land genom att springa maraton vid tävlingar såsom Olympiska sommarspelen 2004, Asiatiska mästerskapen 2006, Världsmästerskapen i friidrott 2007 och 2011 och vid olympiska sommarspelen 2012 och 2016.

## Resultat
- Samtliga resultat avser maraton, om inte annat anges

| År   | Tävling                | Plats                     | Resultat | Tid      |
| ---- | ---------------------- | ------------------------- | -------- | -------- |
| 1998 | 5 000 meter, Junior-VM | Annecy, Frankrike         | 11:a     | 19:24.41 |
| 2004 | Olympiska spelen       | Aten, Grekland            | 66:a     | 3:48:42  |
| 2007 | Friidrotts-VM          | Osaka, Japan              | 52:a     | 3:04:59  |
| 2011 | Friidrotts-VM          | Daegu, Sydkorea           | 37:a     | 2:45:58  |
| 2012 | Olympiska spelen       | London, England           | 99:a     | 2:52:15  |
| 2016 | Olympiska spelen       | Rio de Janeiro, Brasilien | 85:a     | 2:45:55  |

### Personbästa
- Maraton: 2:35:56, Zhengzhou, 27 mars 2016
- 5 000 meter: 17:27.45, Seoul, 25 juni 2004
- 1 500 meter: 4:32.8, Ulan Ude, 16 maj 2008[3]